# Chockterapi (ekonomi)
Med den nationalekonomiska termen chockterapi avses ett plötsligt frigörande av pris- och valutakontroll, kraftigt nedskurna statliga subventioner och omedelbara privatiseringar av landets gemensamma resurser. Den mest kända ekonomen som förespråkat denna metod är Jeffrey Sachs.

## Ursprung
Enligt Professor Sachs har chockterapi rötter som går tillbaka till de ekonomiska liberaliseringsprogrammen som antogs av efterkrigstidens Västtyskland i slutet på 1940-talet. Detta ekonomiska tänkande fick emellertid ge vika för tankar utformade av den brittiske ekonomen John Maynard Keynes i bl.a. Skandinavien under den stora högkonjunkturen under 50- 60-talet, och "välfärdsbygget".
Men 1947 och 1948 drogs priskontrollen och det statliga stödet i Västtyskland emellertid in under en kort period. Anhängare av chockterapin är ofta av åsikten att det resulterade i en "nytändning" i Västtysklands ekonomi. Detta ska antagligen ses mot bakgrund av att tyska statens försök att kontrollera landets ekonomi, ur nyliberalt perspektiv sett, var problematiskt. Det som från exempelvis socialliberalt och socialistiskt håll betraktades som jämlikhetssträvanden och välfärd uppfattas ofta ur nyliberalt perspektiv som auktoritärt. Med chockterapi omkullkastades det ekonomiska tänkandet över en natt i Tyskland och landet blev därmed en marknadsekonomi. Dessa fria marknadsreformer blev plattformen för nyliberal ekonomisk teori, som sattes på prov i Latinamerika under 1980-talet, efter den enorma skuldkrisen som började i augusti 1982.
Under tidiga 1990-talet rekommenderade Sachs de nya ekonomierna i Östeuropa, före detta Sovjetunionen och Latinamerika att även de skulle släppa priskontrollen, statligt stöd, sälja statliga tillgångar och låta valutan flyta för att skaka av sig det som rubricerats som "kommunisttidens ekonomiska utarmning". Chockerna tog form av plötsliga radikala förändringar i den ekonomiska strukturen och dess incitament. Skillnaden mellan fattig och rik tilltog, och en djupgående proletarisering tog fart.

## Resultat
Chockterapin har kritiserats från såväl socialliberalt, och ekosofiskt, som socialistiskt håll. Kritiker pekar på problem som omfattande arbetslöshet, fattigdom, ökade klasskillnader och (därav följande) kriminalitet som konsekvenser av marknadskrafternas fria spel i en oreglerad ekonomi, med en starkt begränsad gemensam sektor.
Det är också fullt förenligt med socialistisk teori att föreställa sig en intensifierad klasskamp som ytterligare en möjlig konsekvens av en snabbt genomförd liberalisering av ett lands ekonomi, vilket i och för sig inte behöver uppfattas som problematiskt, ur ett socialistiskt perspektiv, även om chockterapin eller nyliberalismen som sådan ur socialistisk synvinkel givetvis måste avfärdas.
Anhängare av nyliberalismen anser dock att effekten har varit främst positiv eller att teorin inte har använts på rätt sätt.
Den kanske kändaste förespråkaren för chockterapin, är den amerikanske ekonomen Milton Friedman, som hyllades av Margaret Thatcher och som medverkade till att utforma Chiles ekonomi under Pinochet-regimen.